# Hermannshöhle (Harz)
Die Hermannshöhle ist neben der Baumannshöhle eine Schauhöhle in Rübeland bei Wernigerode. In der Hermannshöhle leben Deutschlands einzige Grottenolme (Proteus anguinus).

## Beschreibung
Die Höhle entstand im Devon-Kalk des Elbingeröder Komplexes in Verbindung mit der Ausbildung des Bodetals. Sie wurde am 28. Juni 1866 durch den aus Neuwerk stammenden Wegeaufseher Wilhelm Angerstein (Spitzname: Sechserding) beim Räumen von Schutt- und Geröllmassen auf der Bergseite der Hasselfelder Straße entdeckt. 
Andere Quellen und Zeitzeugen halten den damals sehr schlanken Rübeländer Fritz Sorge als Erstbegeher des engen Zugangs für den wirklichen Entdecker. 
Der freigelegte Eingang war schon am darauf folgenden Tag mit einer Tür versehen. Am 1. Mai 1890 wurde die Höhle für den Besucherverkehr freigegeben.
Durch ihren frühen Verschluss ist der reiche Tropfsteinschmuck noch weitgehend erhalten. Bekannt geworden ist die Höhle unter anderem wegen der zahlreichen Knochenfunde des Höhlenbären. Umfangreich erforscht wurde die Höhle von Johan Herman Kloos, Robert Nehring (1888) und Friedrich Stolberg (1932). Bei andauernden Forschungen seit 1970 wurden viele bis dahin unbekannte Hohlräume entdeckt und vermessen.

### Grottenolm-Population
Die Hermannshöhle ist für ihre Grottenolme bekannt. 5 aus Istrien stammende Exemplare wurden von dort 1932 auf Veranlassung des Rübeländer Höhlendirektors Bernhard Lange und des Geologen Dr. Walter Biese nach Rübeland umgesiedelt. Zu Schauzwecken setzte man diese in einem künstlichen Höhlengewässer („Olmensee“) aus, das eine Tiefe von rund 80 Zentimetern und eine permanente Wassertemperatur von 7 °C aufweist.
Die Tiere stammten aus der Adelsberger Grotte im slowenischen Postojna.
1956 erhielt das Rübeländer Höhlenforscher-Ehepaar Wolfgang und Ingeburg Reichel in der Adelsberger Grotte/Postojnska Jama Sloweniens weitere 13 Grottenolme und transportierte diese nach Rübeland, dort zunächst in eine kleine Quarantänestation. Im Januar 1957 wurden sie dann zu den, damals noch vorhandenen, drei Grottenolmen in den Olmensee freigelassen.
Im Jahr 1978 wurde ein Zuchtbecken gebaut und bei der Gelegenheit festgestellt, dass es sich bei den auffindbaren Olmen ausschließlich um Männchen handelte. 1985 wurden bei einer Säuberung des Olmensees 13 männliche Tiere herausgefangen, die vermutlich alle aus dem Import von 1956 stammen.
Im Januar 2015 wurde durch den französischen Grottenolm-Experten Olivier Guillaume eine erneute Geschlechtsbestimmung der Tiere vorgenommen. Dabei wurden von 9 gefundenen Tieren 5 als trächtige Weibchen identifiziert. 2020 entdeckte man bei einem Bestand von 7 Exemplaren 3 Männchen und bei einem der 4 Weibchen 4 befruchtete Eier im Eileiter.

## Bilder

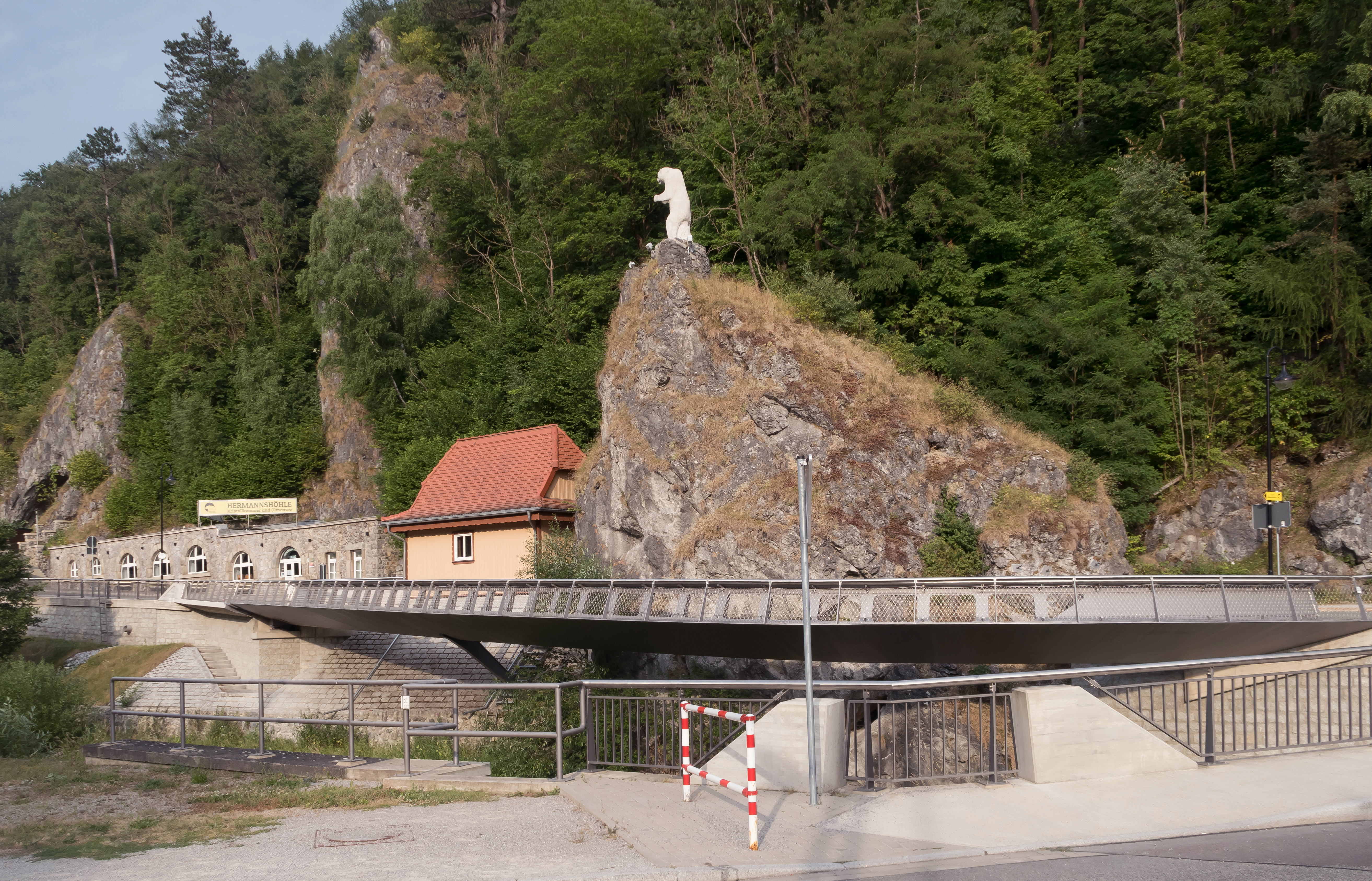
Eingangsgebäude und Fußgängerbrücke (2018)
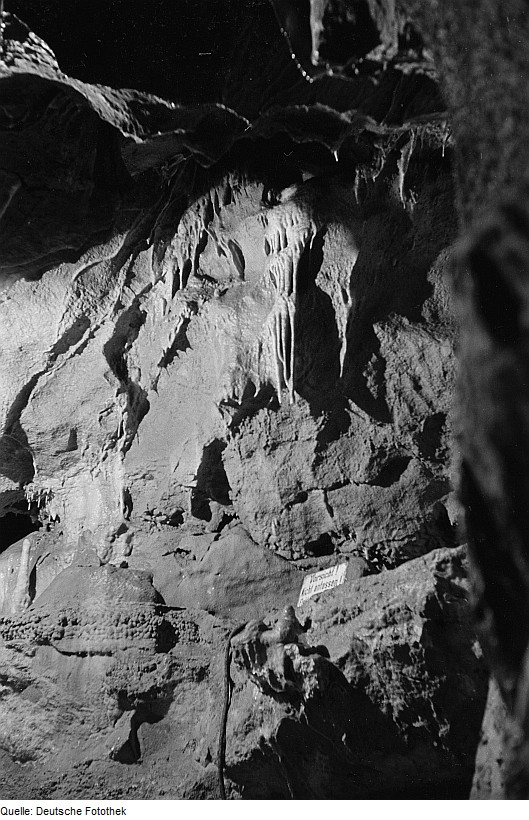
Tropfsteinformation
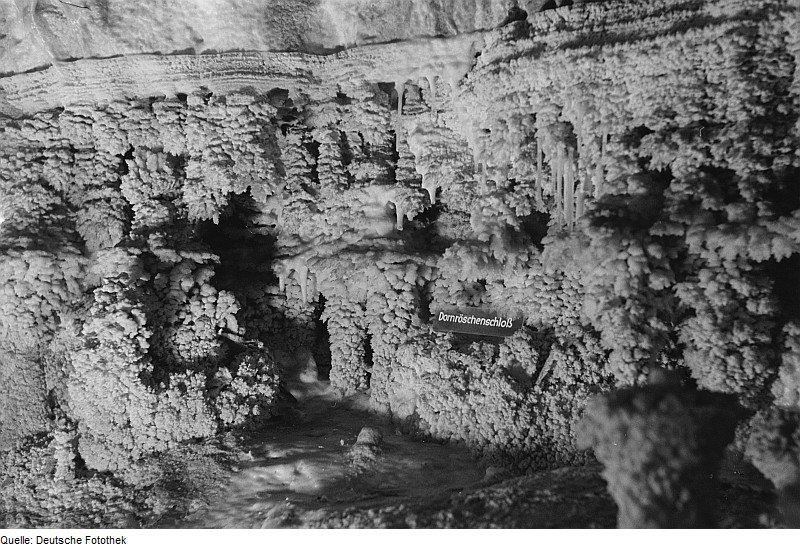
Kristallkammer
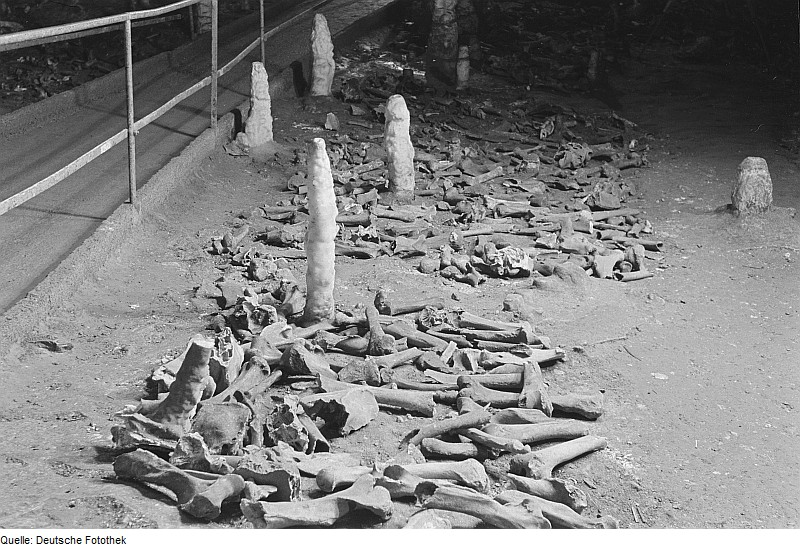
Bärenfriedhof
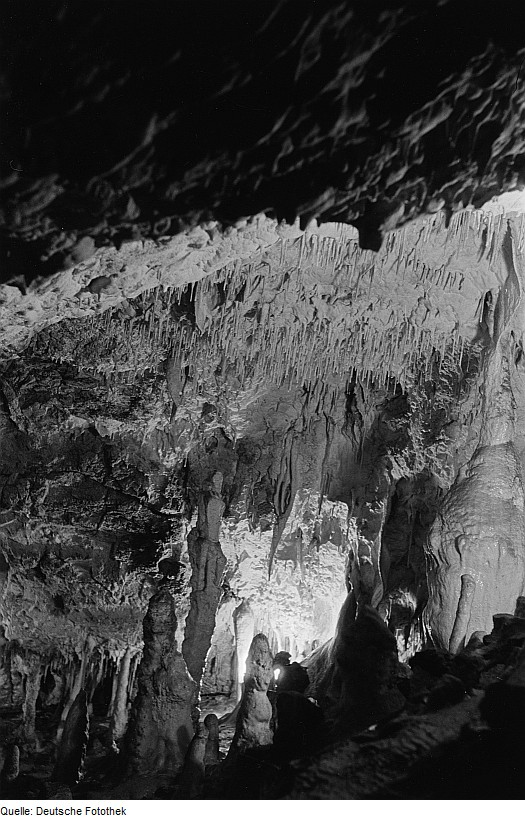
Märchengrotte